# 豊島由佳梨
豊島 由佳梨（とよしま ゆかり、1983年5月16日 - ）は、北海道根室振興局管内の目梨郡羅臼町出身の日本の女優、タレント、ミュージシャン。血液型はB型。配偶者あり。

## 来歴・人物
音楽専門学校にてボーカルを学び、歌手・ミュージシャンを目指していた。
羅臼高校時代に太鼓の代わりに樽を木槌で叩く郷土芸能『知床いぶき樽』を経験。北海道大の郷土芸能祭にてグランプリを受賞。
女優としても活動しつつ、シンガーソングライターとしてインディーズで活動中。2007年2月、初のアルバムをリリース。
2020年8月8日、一般人男性と結婚したことをInstagramにて報告した。

## 出演

### 映画
- スウィングガールズ（2004年） - ドラム・田中直美役
  - 東北地方の片田舎にある山河高校を舞台に女子高生たちがジャズバンドを結成する映画作品。監督・脚本は矢口史靖。豊島の役どころは、準主役の一人の朴訥とした口調のドラマー田中直美。郷土芸能『知床いぶき樽』の経験を買われての起用となった。豊島にとっては映画初出演作品。
  - 劇中のカラオケボックスでのシーンで、背後に流れる音楽は豊島の曲「リコール」。
- いま、会いにゆきます（2004年） - 自転車の女子高生役
- 籠の鳥（2018年）

### テレビドラマ
- 天装戦隊ゴセイジャー（2010年） - カップル役
- 霊能力者 小田霧響子の嘘（2010年） - 劇団員役
- Q10（2010年、日本テレビ） - バンドメンバー役
- 下流の宴（2011年、NHK） - 漫画喫茶のお客さん役
- 警視庁・捜査一課長season5 第5話（2021年5月13日） - 植村洋子役

### 舞台
- ぱるエンタープライズ公演Vol.28「Peach Boy's」（2012年3月15日-18日、シアターサンモール）
- 「ドブ、ギワギワの女たち」（2013年3月29日 - 4月1日、AiiA Theater Tokyo）
- FunnyFarm旗揚げ公演「特殊清掃go!go!go!」（2013年8月21日-25日、ウッディーシアター中目黒）
- AWG主催「イエスタデイ」(2021年1月6日〜1月11 日、上野ストアハウス)

### CM
- ローソン（2006年）
- 東京ガス（2019年）

### web CM
- ほくほく山KAITSUKA　焼きいもGO！（2020年）

## リリース作品

### CD
- 「Womb」（アルバム・2007年2月24日発売）

1. Prelude
2. Go
3. カナリア
4. 凛
5. 色香
6. Soar